# 柴田道秀
柴田 道秀（しばた みちひで、1987年〈昭和62年〉3月14日 - ）は日本の柔道家。
福岡県北九州市出身。組み手は左組。得意技は巴投・小外刈・寝技。寝技では国士舘大学時代に三角をベースとしたシバロックを編み出した。

## 経歴
福岡県北九州市若松区にある洞北少年柔道クラブで5歳から柔道を始める。
2002年〈平成14年〉大牟田高校入学。
2005年〈平成17年〉国士舘大学入学。大学時代、個人戦では全国優勝する事は無かったが2007年、全日本学生体重別団体大会の選手として全国優勝に貢献。2008年は同大会、準優勝。
2009年から株式会社豊田自動織機に入社。
現役引退後、2018年から豊田自動織機の監督に就任。翌年の2019年3月14日、自身の32歳の誕生日に幼児から中学生までを対象にした柴田道場を愛知県刈谷市で設立。2024年には2店舗目の柴田道場を愛知県豊田市に設立。柔道を通して青少年育成を行なっている。